# Frank Paulus
Frank Paulus (* 7. September 1978 in Lahn-Wetzlar, Hessen) ist ein ehemaliger deutscher Fußballspieler und heutiger -trainer.

## Karriere
Im Sommer 2003 wechselte Paulus von Dynamo Dresden zu Alemannia Aachen, wo er seine erfolgreichste Zeit als Profi hatte. In der ersten Spielzeit 2003/04 verpasste er mit Aachen nur um einen Punkt den Aufstieg in die Fußball-Bundesliga, den sich der 1. FSV Mainz 05 sicherte. Im DFB-Pokal kam die Alemannia bis ins Finale, verlor dieses aber mit 2:3 gegen Werder Bremen, Paulus spielte 90 Minuten durch. In der folgenden Saison spielte Alemannia Aachen durch den Einzug ins Finale von Berlin im UEFA-Pokal. Frank Paulus absolvierte alle Spiele, Gegner waren der FC Sevilla, OSC Lille, Zenit Sankt Petersburg, AEK Athen und AZ Alkmaar.
Im Jahr 2005 wechselte Paulus zu Holstein Kiel, die in der Fußball-Regionalliga spielten, der damals dritthöchsten Fußball-Liga in Deutschland. In Kiel spielte er zwei Jahre, bevor er sich dem Oberligisten SC Borea Dresden anschloss. Aufgrund finanzieller Probleme bei Borea Dresden stimmte der Sächsische Fußballverband einem Wechsel von Frank Paulus außerhalb der Transferperiode zur BSG Chemie Leipzig zu. Im Sommer 2012 wechselte Paulus zum VfL Pirna-Copitz. Ab März 2018 ist er verantwortlicher Trainer der ersten Männermannschaft des VfL Pirna-Copitz. Im Sommer 2022 verließ er Pirna mit Vertragsende und begann zur Saison 2022/23 eine Tätigkeit als Co-Trainer beim FV Dresden 06.

## Erfolge
- Oberliga-Meister und Aufsteiger in die Regionalliga 2001/02
- 2. Platz DFB-Pokal 2003/04
- Sechzehntelfinale UEFA-Pokal 2004/05